# Mittelmeerdivision
La Mittelmeerdivision (in italiano Divisione del Mediterraneo) fu una divisione navale tedesca istituita nel novembre 1912, poco dopo l'inizio delle guerre balcaniche, per volere del Kaiser Guglielmo II, con lo scopo di «difendere gli interessi tedeschi nel Mediterraneo». L'incrociatore da battaglia Goeben e l'incrociatore leggero Breslau furono le uniche unità assegnate a questa divisione, e, come nuove unità, non prestarono mai servizio altrove sotto bandiera tedesca. 
Con lo scoppio della prima guerra mondiale, la Mittelmeerdivision, dopo essere sfuggita dall'inseguimento messo in atto dalla Mediterranean Fleet britannica, riparò a Costantinopoli e successivamente entrò a far parte della Marina ottomana e operò nel Mar Nero contro la flotta russa.

## Storia
La Goeben entrò in servizio nel luglio 1912, mentre la Breslau nel maggio precedente. Con le sue 22 600 tonnellate di dislocamento e i suoi 28 nodi raggiunti durante le prove in mare, la Goeben era considerevolmente l'incrociatore corazzato più grande e veloce di qualsiasi pariclasse britannico presente nel Mediterraneo. Anche la Breslau con un dislocamento di 4 570 tonnellate era un'arma da guerra notevole, e più grande degli incrociatori leggeri operanti per la Marina tedesca. 
Il primo comandante della divisione fu il contrammiraglio Konrad Trummler, che mantenne il suo ruolo fino all'ottobre 1913, venendo sostituito da Wilhelm Souchon. Questi aveva il comando anche delle unità tedesche temporaneamente assegnate all'area: l'Hertha e il Vineta, vecchi incrociatori protetti utilizzati come navi scuola, e la cannoniera Geier, che salpò per raggiungere il comando marittimo dell'Africa orientale nel gennaio 1914. Pertanto le uniche unità utili per la divisioni rimasero solo la Goeben e la Breslau.
Quando Souchon prese il comando, la Goeben evidenziò difetti alle caldaie, e la velocità massima si ridusse a meno di 20 nodi, costringendo l'ammiraglio ad adoperarsi parecchio per nascondere i problemi ai probabili avversari (sembra con successo dato che né francesi né britannici si resero mai conto dei problemi della Goeben). Per questi problemi la nave sarebbe dovuta essere rilevata dalla gemella SMS Moltke verso fine 1914, ma dopo l'assassinio dell'arciduca Ferdinando a Sarajevo il 28 giugno 1914, Souchon, temendo che lo scambio non potesse più attuarsi, preferì trasferirsi all'arsenale di Pola per le riparazioni.
Per le riparazioni fu inviata a Pola una squadra di tecnici tedeschi arrivati appositamente dalla Germania, i quali il 10 luglio iniziarono in gran segretezza i lavori. Dopo tredici giorni, proprio quando l'Austria-Ungheria presentava l'ultimatum alla Serbia, la Goeben riprese il mare, rimanendo nell'Adriatico per tutta la settimana successiva per effettuare prove di macchina, conducendo al contempo prove di tiro e apprestando la nave alle operazioni belliche. Il 26 luglio l'Austria-Ungheria mobilitò la flotta e tre giorni dopo Souchon si recò a Trieste per rifornirsi di carbone. Nel frattempo il 28 luglio l'Austria-Ungheria dichiarò guerra alla Serbia, dando inizio alla reazione a catena diplomatica che tra gli ultimi giorni luglio e i primi giorni di agosto portò le nazioni europee ad entrare in guerra. Il 30 la Goeben levò l'ancora e si recò a Brindisi dove incontrò la Breslau. Il 2 agosto le due navi diressero a Messina, porto di concentramento delle marine della Triplice alleanza in vista dell'inizio delle operazioni di guerra congiunte.
Nel porto italiano Souchon apprese che l'Italia sarebbe rimasta neutrale, e prevedendo che la guerra con la Francia fosse ormai prossima, l'ammiraglio tedesco nella notte fra il 2 e il 3 partì verso le coste dell'Algeria francese secondo gli ordini originali da applicare in caso di guerra. Alle 06:08 la Goeben bombardò Philippeville per dieci minuti, mentre più a est, la Breslau prese di mira Bona. Iniziava con quei colpi la guerra nel Mediterraneo. Nel pomeriggio l'Admiralstab tedesco informò Souchon dell'alleanza segreta sottoscritta con l'Impero ottomano, e gli ordinò di recarsi a Costantinopoli. Per la traversata però serviva carbone, così Souchon diresse nuovamente a Messina per rifornirsi. Il 4 agosto, lungo la rotta incrociò l'Indefatigable e l'Indomitable dell'ammiraglio Archibald Berkeley Milne, ma per il momento i due paesi non erano ancora in guerra (lo sarebbero stati alle 23:00 del giorno stesso), così le navi britanniche iniziarono a pedinare le navi tedesche ma non riuscirono a tenerne il passo, nonostante la velocità massima della Goeben - sempre per problemi alle caldaie - fosse limitata a 24 nodi.
Arrivato in porto il 5 agosto, le autorità italiane imposero a Souchon una permanenza di 24 ore, tempo che non gli avrebbe permesso di rifornire del tutto le due navi, così i tedeschi organizzarono in fretta una carboniera che lo avrebbe raggiunto nel Mar Egeo. Sempre a Messina Souchon apprese che non avrebbe potuto riceve aiuto nemmeno dalla flotta austro-ungarica e l'Admiralstab gli comunicò che anche il governo turco, deciso a rimanere neutrale nonostante l'accordo preso con la Germania, probabilmente non gli avrebbe concesso l'attraversamento dei Dardanelli. Il 6 agosto, deciso a non rimanere imbottigliato nell'Adriatico e impossibilitato a forzare lo stretto di Gibilterra pena la distruzione delle due navi contro le preponderanti forze nemiche, decise di prendere comunque il mare verso Costantinopoli, nella speranza che la situazione diplomatica si fosse risolta.

### L'inseguimento
Uscito da Messina, Souchon venne intercettato dalla sola Gloucester, l'unica nave britannica inviata allo sbocco orientale dello Stretto di Messina, che si mise subito all'inseguimento delle navi tedesche. Diretto verso sud, poco dopo Souchon virò verso nord-est apparentemente diretto nell'Adriatico, ma si trattava solo di un diversivo per convincere i britannici che si sarebbe diretto verso Pola. A corto di carbone però, il diversivo non durò molto, e a mezzanotte del 6 agosto Souchon diresse verso sud-est attraverso il Mar Ionio. La Gloucester però non perse mai di vista le navi tedesche e comunicò costantemente la rotta a Milne, che diresse a Malta per rifornire di carbone deciso a inseguire le navi di Souchon, e nel contempo ordinò al viceammiraglio Ernest Troubridge, in quel momento al largo di Cefalonia, di intercettare la Mittelmeerdivision. Troubridge però interpretò il monito del primo lord dell'Ammiragliato Winston Churchill riguardante l'evitare di ingaggiare forze superiori, come un'esortazione a non ingaggiare l'incrociatore da battaglia con i suoi incrociatori, dato che questi erano dotati di cannoni con gittata inferiore rispetto a quelli della Goeben.
Infine, l'8 agosto, quando Souchon si trovava poco oltre Capo Matapan, l'Ammiragliato britannico comunicò erroneamente a Milne che l'Austria-Ungheria aveva dichiarato guerra alla Gran Bretagna (in realtà ciò accadde il 12 agosto), per cui Milne, in base ai piani operativi riguardanti questo scenario di guerra, richiamò la Gloucester, abbandonò la caccia e invertì la rotta per la difesa di Malta. Milne fu avvisato dell'errore quasi 24 ore dopo, quando ormai Souchon si era addentrato nell'Egeo dove rifornì, e il 10 agosto raggiunse indisturbato i Dardanelli, attraverso i quali poté entrare senza problemi grazie al lavoro diplomatico del ministro della Guerra turco Ismail Enver. L'insuccesso della caccia alla Goeben rovinò le carriere di Milne e Troubridge.
Le forze dell'Intesa concentrarono così le loro forze all'imbocco dell'Adriatico e a nord dell'Egeo, per "imbottigliare" rispettivamente la flotta austro-ungarica e la Mittelmeerdivision in mari chiusi. Ma inaspettatamente il governo turco non diede termini di permanenza alle navi tedesche, e dopo le proteste dei governi alleati, per continuare a mantenere la propria neutralità, il governo turco acquistò fittiziamente le due navi tedesche, le quali entrarono a far parte della Marina ottomana. Il 16 agosto 1914 la Goeben divenne Yavuz Sultan Salim mentre la Breslau fu rinominata Midilli, mentre Souchon divenne viceammiraglio della flotta ottomana e mantenne il comando delle due navi, che ora avrebbero operato nel Mar Nero contro la flotta russa.

### Nel Mar Nero
Il 27 ottobre 1914 la Yavuz e la Midilli lasciarono il Bosforo con quattro cacciatorpediniere e due torpediniere dirette verso nord. Souchon divise le sue forze e al mattino del 29 agosto tra le 03:00 e le 07:00 esse bombardarono e minarono i porti di Odessa, Sebastopoli, Novorossijsk e Feodosia. La sua nave ammiraglia diresse verso Sebastopoli duellando con la vecchia corazzata pre-dreadnought Georgi Pobiedonosets e con le batterie costiere. Nel pomeriggio, grazie ai ministri filo-tedeschi Ismail Enver e Ahmed Cemal Pascià, telegrafò a Costantinopoli che le esercitazioni programmate non poterono avere luogo a causa del disturbo della flotta russa. Si trattava però di una macchinazione architettata dai due ministri turchi, che volevano così presentare al governo turco il fait accompli per indurlo a dichiarare guerra alla Russia. Il 1º novembre tutte le navi rientrarono incolumi a Costantinopoli. Oltre ai danni a terra, esse causarono l'affondamento di una cannoniera russa, un posamine e cinque o sei mercantili. L'incursione di Souchon produsse l'effetto sperato da Enver e Cemal, e il 2 novembre la Russia dichiarò guerra all'Impero ottomano, seguita tre giorni dopo da Francia e Gran Bretagna. I turchi risposero con le rispettive dichiarazioni di guerra l'11 novembre.
Il 17 novembre l'ammiraglio Andrej Avgustovič Ėbergard comparve al largo di Trebisonda cannoneggiando il porto turco e facendo subito rotta verso Sebastopoli. Souchon uscì con le sue quattro navi più veloci, la Yavuz, la Midilli, l'Hamidiye e la torpediniera Peyk, che nonostante partissero con 56 miglia di svantaggio, riuscirono ad intercettare la forza russa a mezzogiorno del 19 novembre. Ambedue le squadre aprirono il fuoco ma poco dopo Souchon interruppe il contatto a causa della scarsissima visibilità. La nave russa Eustafii incassò quattro colpi dalla Yavuz, mettendone a sua volta a segno uno, mentre tutte le altre navi ne uscirono incolume.
Il 10 dicembre la Yavuz bombardò Batumi per appoggiare un attacco di terra delle forze turche, staccandosi subito, mentre Ėbergard uscì in forze il 21 dicembre per coprire un'azione di posa di mine al largo del Bosforo e per coprire un tentativo di affondamento di quattro navi al largo di Zonguldak. Quest'ultima azione fu mandata all'aria dall'intervento del Midilli, ma il 26 dicembre la Yavuz urtò proprio contro una di quelle mine lasciate dai russi pochi giorni prima. La nave di Souchon non corse il pericolo di affondare ma la mancanza di un bacino di carenaggio adatto rese le riparazioni assai difficoltose, e la Yavuz riprese il mare solo il 29 marzo 1915. Ėbergard sfruttò l'occasione per applicare un blocco al porto di Zonguldak, interrompendo le linee di rifornimento tra Costantinopoli e Trebisonda insieme alle spedizioni di carbone dalle miniere della città alla capitale.
Dopo il rientro in linea della Yavuz, la marina ottomana fu totalmente impegnata nel contrastare il tentativo di forzamento dei Dardanelli da parte di Gran Bretagna e Francia. Tutto sommato la presenza delle navi tedesche nel Mar Nero mutò il rapporto di forze con la flotta russa, ma non fu determinante. La Yavuz e la Midilli permisero ai turchi di poter operare in tutto il Mar Nero, ma non impedirono ai russi di fare lo stesso, mentre Costantinopoli non riuscì a rappresentare un porto per operazioni di natura offensiva data la sua grande distanza dalla costa russa, e data la mancanza di infrastrutture idonee a mantenere operative navi come la Yavuz. Con il portarsi della guerra e la crescita della flotta russa, le navi tedesche nel mar Nero, come peraltro il resto della flotta tedesca nel Mare del Nord, sarebbero diventate più importanti come strumento deterrente che come un'autentica minaccia.